# Семён Романович (князь новосильский)
Семён Романович (?-?) — князь новосильский, сын князя Романа Семёновича Новосильского.
Однако, среди историков не одно десятилетие идут дискуссии относительно личности Семёна Романовича — о том, сколько вообще было сыновей у его отца, князя Романа Семёновича, княжившего во второй половине XIV — начале XV века, и был ли среди них Семён Романович.
Достоверно известны трое сыновей Романа Семёновича:
- Василий Романович, князь новосильский, родоначальник князей Белёвских
- Лев Романович, князь новосильский, родоначальник князей Воротынских
- Юрий Романович Чёрный, князь новосильский, родоначальник князей Одоевских.

Имя князя Семёна упоминается только в одном «прижизненном» источнике — в тексте московско-рязанского докончания 1402 года. Однако, докончание сохранилось лишь в списке конца XV века, с чем, скорее всего, связана ошибка. В начале документа упомянут Семён Романович Новосильский, но в конце грамоты в качестве участника докончания упомянут не Семён, а Роман, на основании чего ряд исследователей сделали вывод о том, что в списке была сделана ошибка переписчиком, поменявшим имя и отчество местами.
Жена: неизв.
Дети: предполагаемая дочь — Василиса Семёновна, с 1404 года жена серпуховско-боровского князя Симеона Владимировича. (умерла после 1462 года).